# John Szarkowski
Thaddeus John Szarkowski, född 18 december 1925 i Ashland, Wisconsin död 7 juli 2007 i Pittsfield, Massachusetts, var en amerikansk fotograf, kurator, historiker och kritiker. Från 1962 till 1991 var Szarkowski "director of photography" på Museum of Modern Art (MoMA) i New York. I denna roll visade han att fotografi är en konstform snarare än enbart ett verktyg för att dokumentera händelser.
Szarkowski tog 1948 en examen i konsthistoria från University of Wisconsin-Madison och hans första anställning var som museifotograf vid Walker Art Center i Minneapolis. 1951 började han undervisa i fotografi vid Albright Art School i Buffalo, New York och undervisade senare i Chicago innan han började vid MoMA 1962.